# Famille Boldù
 (mai 2015).

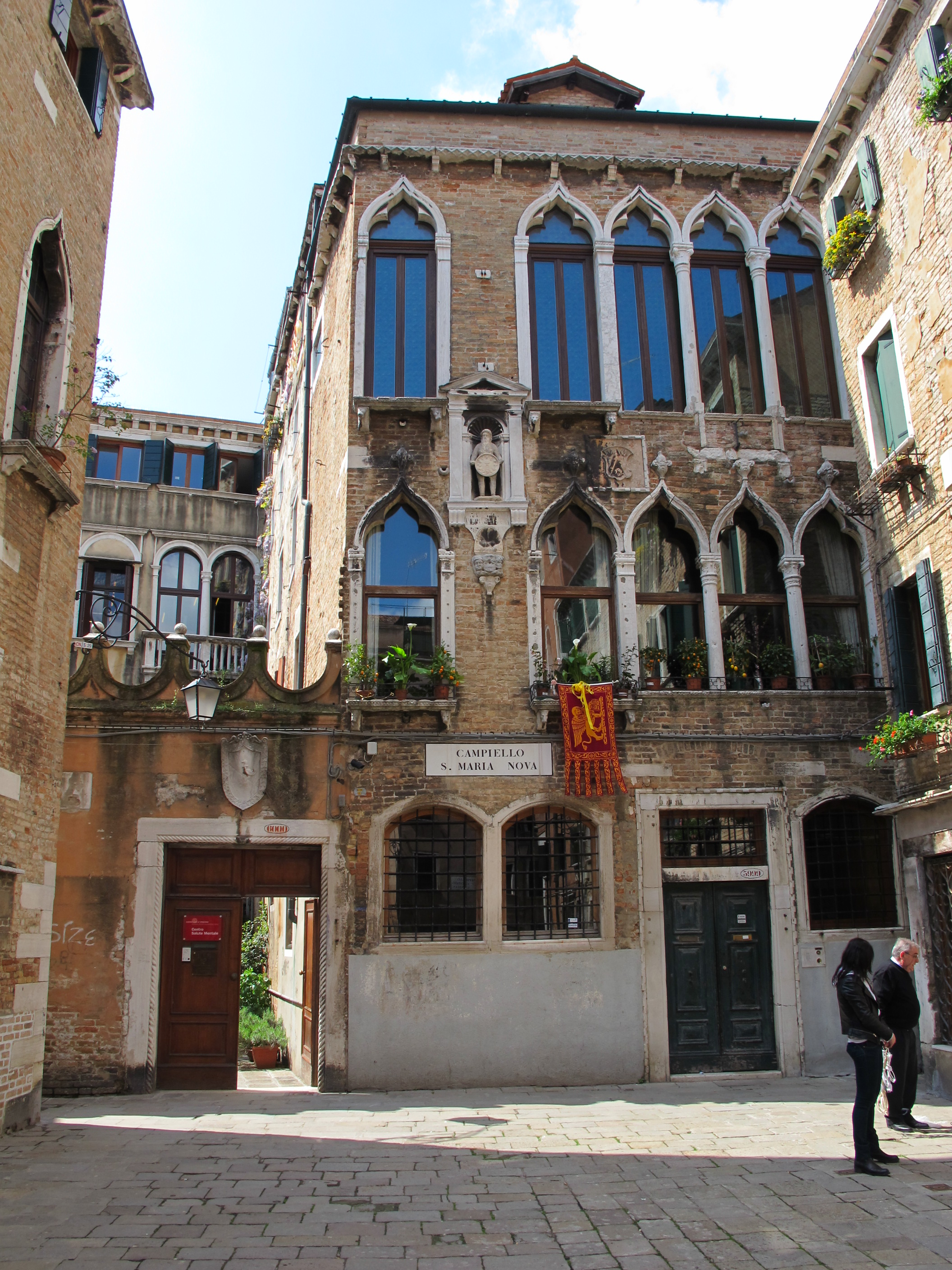
Palais Boldù à Cannaregio

La famille Boldù est une famille patricienne de Venise.

## Historique
La famille Boldù est originaire de Conegliano, près de Trévise, venue s'installer vers 800/810 à Venise.
Ils érigèrent en 1000 l'église San Samuele ensemble avec les Soranzi et, plus tard ils restaurèrent celle de Saint Giacomo de l'Orio. Déjà dans l'ancien Consilium, ils firent partie du Maggior Consiglio à sa clôture en 1297.

## Personnalités
- Cipriano et Leonardo, commandants militaires en 1473 contre les Turcs;
- Antonio fut envoyé en 1490 comme diplomate pour réconcilier l'empereur Frédéric III avec le roi de Hongrie Mattia Corvino; fut ensuite ambassadeur en Espagne auprès de Charles Quint.
- Giacomo, homme de lettres et orateur, dont on vante l'éloge funèbre au patriarche Tommaso Donato
- Marcantonio, membre de l'ordre des Crucifères, dont il rédigea l'histoire.
- Giovanni Maria, homme politique.
- Filippo, qui a vaillamment défendu Cisterne pendant la guerre de Candie.

L'appartenance à cette famille de Giovanni Boldù, peintre et médailliste du XVe siècle, ne fait pas consensus.

## Armes

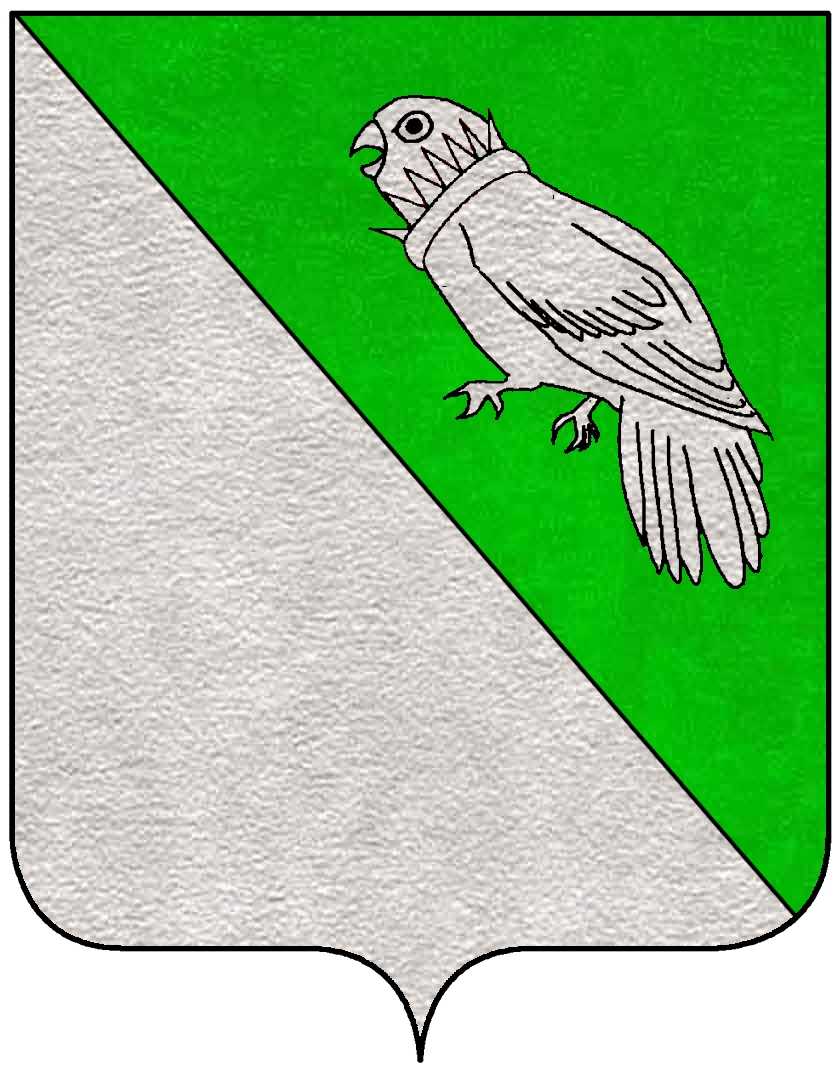
Les armes de la famille Boldù.

Les armes des Boldù: tranché d'azur et d'argent et sur le premier une colombe d'argent qui a la tête passée par une couronne du même métal.

## Palais de Venise
- Palais Boldù (Castello)
- Palais Bembo Boldù à Santa Maria Nova (Cannaregio)
- Palais Ghisi Boldù à San Felice (Cannaregio)
- Palazzo Ruoda-Boldù à Santa Fosca (Cannaregio)

Il existe deux calle Boldù à Venise, une à Cannaregio et une à Dorsoduro.